# Dasysyrphus postclaviger
Dasysyrphus postclaviger là một loài ruồi trong họ Ruồi giả ong (Syrphidae). Loài này được Stys & Moucha mô tả khoa học đầu tiên năm 1962. Dasysyrphus postclaviger phân bố ở vùng Cổ Bắc giới